# 虎颜花
虎颜花（学名：Tigridiopalma magnifica）为野牡丹科虎颜花属下的一个种。